# Karl Höller
Pour les articles homonymes, voir Höller.
Karl Höller (Bamberg, 25 juillet 1907 – Hausham, 14 avril 1987) est un compositeur, chef d'orchestre et organiste allemand.

## Biographie
Karl Höller est né à Bamberg, Bavière. Il est issu d'une famille de musiciens du côté paternel comme maternel: son père Valentin Höller a été organiste de la cathédrale de Bamberg pendant 40 ans, et son grand-père Georg Höller (1838-1901) et son arrière-grand-père Georg Höller étaient organistes à la cathédrale de Wurtzbourg. Sa mère était une chanteuse, dont le père Michael Drausnick (1853-1924) avait été un chef de chœur et musicien . Sa tante Gretchen Drausnick a été la première femme organiste à Wurtzbourg. Trois autres de ses tantes maternelles étaient aussi des organistes. Karl a montré des facilités à jouer de l'orgue à un âge précoce. Il était petit chanteur à partir de six ans. Il a étudié le piano, l'orgue et le violoncelle à Bamberg. Il est allé au Conservatoire de Wurtzbourg où il a étudié la composition avec Hermann Zilcher, et à l'Académie de musique de Munich, où il a étudié la composition avec de Joseph Haas et Waltershausen, l'orgue avec Emmanuel Gatscher, et la direction avec Siegmund von Hausegger. Il a fréquenté également l'université de Wurtzbourg pour des études en musicologie et histoire de l'art. Après avoir réussi ses examens d'orgue et de composition en 1929, il a suivi les classes de maître de Haas. Il a enseigné à l'Académie de Munich (1933-1937), à partir de 1937 à Francfort au Conservatoire Hoch (1938-1946), et au Conservatoire de Munich (1949-1972). Il a pris en charge la classe de composition de son professeur Joseph Haas. En 1942, Höller a rejoint le NSDAP,. En 1944, Karl Höller a été inscrit sur la Gottbegnadeten-Liste qui lui évitait d'être mobilisé pour la défense du pays. À cette époque, Karl Höller a composé une grande Symphonie en ut dièse mineur (Op. 40, 1942-1945), qui  a été créée en 1950, par l'Orchestre d'État de Hambourg sous la direction de Joseph Keilberth et qui a été qualifiée par les critiques du quotidien Die Welt comme une « synthèse de Bruckner et du Jazz, de l'exubérance et de l'ascétisme ».
Karl Höller a été président de l'Académie de musique de Munich de 1954 à 1972.
Karl Höller est devenu membre de l'Académie des arts de Berlin en 1952, et membre honoraire de l'Académie bavaroise des beaux-arts en 1958.
Ses compositions sont caractérisées par une polyphonie colorée, une harmonie impressionniste. Elles évoquent Paul Hindemith, Hans Pfitzner, Max Reger et l'école française du XXe siècle. Il a écrit dans un langage tonal indépendant des modes dominantes. Pour cette raison, il a été critiqué au début d'être moderniste, et plus tard il a été traité de réactionnaire. Sa musique a été enregistrée par des artistes comme Eugen Jochum (Fantaisie symphonique et Variations Sweelinck), Wilhelm Furtwängler (Concerto pour violoncelle no 2, avec l'Orchestre philharmonique de Berlin) et d'autres.
Karl Höller est décédé le 14 avril 1987 à Hausham, dans l'arrondissement de Miesbach, en Bavière.

## Honneurs
- 1931 : Felix-Mottl-Preis
- 1940 : Nationalpreis
- 1950 : Kunstpreis der Stadt München
- 1952 : Musikpreis der Bayerischen Akademie der Schönen Künste
- 1957 : Louis-Spohr-Musikpreis der Stadt Braunschweig
- 1959 : Bayerischer Verdienstorden
- 1967 : ordre du Mérite de la République fédérale d'Allemagne
- 1973 : Kulturpreis der oberfränkischen Wirtschaft (IHK für Oberfranken)
- 1974 : Großes Verdienstkreuz mit Stern der Bundesrepublik Deutschland

## Œuvres

### Musique orchestrale
- Concertino pour violon, alto, piano et orchestre de chambre, Op. 9 (1930)
- Concerto de chambre pour violon et orchestre, Op. 10 (1930; révisé en Concerto pour violon, Op. 23, 1938; nouvelle version 1967)
- Divertimento pour orchestre de chambre, Op. 11a (1939)
- Concerto pour orgue et orchestre de chambre, Op. 15 (1930/32; révision 1966)
- Toccata, Improvisation et Fugue (orchestration de Op. 16 pour 2 pianos) (1942)
- Hymne sur des Chorals Grégorien, Op. 18 (1932/34)
- Concerto de chambre pour clavecin et petit orchestre ou 6 instruments solistes (Op. 19, 1933/34; révision 1958)
- Variations Symphoniques (ou Fantaisie Symphonique) sur un thème de Girolamo Frescobaldi, Op. 20 (1935, rev. 1956, 1965)
- Passacaglia et Fugue sur un thème de Frescobaldi, Op. 25 (1938/39)
- 2 Concertos pour violoncelle (no 1, Op. 26, 1940/41; no 2, Op. 50, 1949)
- Heroische Musik, Op. 28 (1940)
- 2 petites symphonies, Op. 32a (1965), Op. 32b (1969)
- Concerto grosso pour 2 violons et orchestre, Op. 38a (1965; réécriture de la Sonate Trio pour 2 violons et piano Op. 38)
- 2 symphonies (no 1, Op. 40, 1942–46; no 2, Op. 65, 1973, "Hommage à Mozart")
- Sonate pour orchestre, Op. 44a (1966)
- Sérénade pour orchestre de chambre, Op. 46a (1957; rev. pour grand orchestre 1972)
- Concerto Symphonique pour violon et orchestre, Op. 47 (1947/48)
- Fugue pour orchestre à cordes (1948; réécriture du premier mouvement du quatuor à cordes no 5, Op. 48)
- Divertimento pour flûte et cordes, Op. 53a (? 1978)
- Sweelinck Variations ("Mein junges Lebe hat ein End"), Op. 56 (1950/51)
- Intrade, Allegro et Fugue, pour timbales, percussion et cordes, Op. 60 (1962)
- ”Bamberger” Concerto pour piano Op. 63 (1972/73)
- Transcription pour orchestre des Cinq Danses Allemandes pour piano de Franz Schubert [7]
- Transcription pour orchestre du "Praeludium und Fughetta" de Max Reger, Op. 80 (1974)

### Musique de chambre
- 8 sonates pour violon (non numérotées, Op. 4, 1929, révision 1968; no 1, Op. 30, 1942; no 2 en sol mineur, Op. 33, 1943 – dédiée à la mémoire d'Alma Moodie, qui est décédée en mars 1943[8]; no 3, Op. 35 "Fränkische", 1944; no 4, Op. 37, 1945; no 5, Op. 39 "Honegger Sonata", 1946; no 6, Op. 44, 1947; no 7, Op. 52, 1949)
- Trio de chambre pour 2 violons et piano Op. 6 (1930)
- Quatuor avec piano (Op. 7, 1930; révision 1955)
- Divertimento pour flûte, violon, alto, violoncelle et piano Op. 11 (1931)
- 6 quatuors à cordes (no 1, Op. 24, 1938, révision 1966; no 2, Op. 36, 1945; no 3, Op. 42, 1947 – voir aussi Sérénade pour Quintette à vent, Op. 42a; no 4 en ut (après la visite d'une exposition « Moderne französische Malerei »), Op. 43, 1947; no 5, Op. 48, 1948; 1er mouvt. réécrit "Fugue pour Orchestre à cordes"; no 6, Op. 51, 1948 (en souvenir de Georg Kulenkampff))
- Largo appassionato (violon/piano 1939)
- Musique pour violon et piano Op. 27 (1940/41; rev. 1956)
- 2 Sonates pour violoncelle (no 1, Op. 31, 1943, rev. 1967; pour alto et piano; aussi pour alto et clarinette, 1967; no 2, Op. 66, ? 1979)
- Trio avec Piano en ut mineur, Op. 34 (1944; aussi pour Harpe, Violon, et violoncelle, Op. 34a, 1966)
- Trio Sonata ‘in the old style’, Op. 38 (2 violons et piano 1946; rev. comme Concerto Grosso pour 2 violons et orchestre, Op. 38a, 1965)
- Sérénade pour quintette à vent, Op. 42a (d'après le Quatuor à cordes no 3, Op. 42)
- 2 Sonates pour flûte (no 1, Op. 45, 1947; nº 2 in C, Op. 53, 1948)
- Quintette avec clarinette en la mineur, Op. 46 (1947)
- Fantasy, Op. 49 (violon et orgue, 1949)
- Divertimento pour 2 violons, alto, violoncelle, contrebasse et flûte, Op. 53a
- Improvisation on the sacred folksong "Schonster Herr Jesu", Op. 55 (violoncelle et orgue, 1950; ou violon et piano)
- Sonate pour alto en mi mineur, Op. 62, "In memoriam Paul Hindemith" (1966/67)
- Scherzo pour octuor à vent (1972)

### Musique de piano
- Suite, Op. 2
- 3 petites suites, Op. 2a (1975; inclut une Suite réécrite, Op.2)
- Toccata, Improvisation et Fugue, Op. 16 (2 pianos, 1932, rev. 1966; voir aussi la version orchestrale)
- Sonatina, Op. 29 (1942)
- 2 petites sonates pour piano 4 mains (Op. 32, 1943)
- 3 petites sonates (Op. 41, 1946)
- Petite Danse (1950)
- 2 petites sonates pour 2 pianos, Op. 41a (1967)
- Tessiner Klavierbuch, Op. 57 (1957/61)
  - Impression; Scherzoso; Elegie; Étude; Notturno; Capriccio ("Kuckuck"); Die Glocken von; Capriasca; Tanz; Epilog[9]
- 2 Sonatinas, Op. 58 (1962)
- Capricious Dance

### Orgue
- Chorale Partita "O wie selig seid ihr doch, ihr Frommen", Op. 1 (1929)
- Fantasy (1930)
- Chorale Variations "Helft mir Gottes Güte preisen", Op. 22, no 1 (1936)
- Chorale Variations "Jesu, meine Freude", Op. 22, no 2 (1936)
- Ciacona in B minor, Op. 54
- Chorale-Passacaglia on "Die Sonn' hat sich mit ihrem Glanz gewendet", Op. 61 (1962)
- Triptychon on the Easter sequence "Victimae paschali laudes", Op. 64
- Chorale Prelude "Zu Bethlehem geboren"

### Musique vocale
- Missa brevis, Op. 3 (soli et chœur mixte a cappella, 1929)
- 3 altdeutsche Minnelieder, Op. 5 (1929)
- Motet Media vita in morte sumus, chœur d'hommes, ténor et basse solos, Op. 8 (1930)
- Jubilate Deo, pour chœur à 5- ou 8-parties et orgue (1930)
- Weihnachtsmusik, Op. 12a (voix de femmes et d'enfants, violon et orgue; 1931)
- 3 Lieder nach Gedichten von Thea Graziella (1931)
- Passionmusik, Op. 12b  (voix de sopranos et enfants, violon et orgue; 1932)
- Hymnen, Op. 13 (chœur d'hommes, 3 trompettes, timbales et orgue, 1932; révision Hymnischer Gesang pour chœur d'hommes ou mixte et orchestre, Op. 13a)
- Requiem Missa pro defunctis, Op. 14 (chœur et orgue, 1931/32)
- Emitte spiritum, chœur et orgue (1932)
- 6 geistliche Gesänge, Op. 17 (chœur et orgue, 1932; version pour chœur et piano 1972)
- Lied zur Fastnacht, chœur de femmes et d'enfants à 3 parties et piano 4-mains (1933)
- Motet Tenebrae factae sunt, Op. 21 (chœur d'hommes, flûte, hautbois et clarinette; 1937)
- Weg in die Zukunft, chœur à 2 parties et vents ou piano (1939)
- Volk, du bist das Wesen, chœur à 3 parties (1939)
- Sommernacht, 5 chants pour chœur a cappella 4- et 8-parties, Op. 59 (1963)

### Musiques de film
- Raum in kriesenden Licht (1936)
- Antwort des Herzens (écrit en 1949 pour un documentaire de 1950)[10]

## Discographie
- Organ Music (Fantasie op. 49, Triptychon op. 64, Improvisation op. 55); Interprètes: Barbara Harbach (orgue), William Preucil (violon), Roy Christensen (violoncelle); Label: GASPARO, Nashville (États-Unis) 1990
- Sonaten für Flöte und Klavier (op. 43 + 53) und Sonatine für Klavier op. 58/2 (sowie Werke für Flöte und Klavier von Paul Hindemith); Interprètes: Xavier Relats (flûte) et Jordi Maso; Label: ASV Ltd., London (England) 2001
- Symphonische Phantasie für Orchester op. 20 und Sweelinck-Variationen op. 56; Interprètes: Sinfonie-Orchester des Bayerischen Rundfunks, Eugen Jochum (Dirigent); Label: Deutsche Grammophon GmbH, Hamburg 1958/ 2005 in der Reihe Musik ... Sprache der Welt auf CD wiederveröffentlicht
- Karl Höller. Vol. 1 / Kammermusik 1 (4. Streichquartett op. 43, Trio für Violine, Violoncello und Harfe op. 34a, Sonate für Viola und Klavier op. 62); Interprètes: Christian Sikorski (Violine), Uta Terjung (violon), Axel Breuc (alto), Maro de Secondi (Violoncelle), Maria Stange (harpe), Georg Schmidt (alto dans op. 62), Karl Höller (piano); Label: ambitus, Utting a. A. 2005
- Karl Höller. Vol. 2 / Orgelwerke (Partita op. 1, Ciacona op. 54, 2 Choralvariationen op. 22, Choral-Passacaglia op. 61); Interprète: Edgar Krapp; Label: ambitus 2006
- Karl Höller. Vol. 3 (+4) / Orchesterwerke auf 2 CD (1. Symphonie op. 40, 2. Symphonie op. 65); Interprètes: Bamberger Symphoniker, Bayerische Staatsphilharmonie, Hermann Bäumer (chef); Label: ambitus 2007
- Karl Höller. Vol. 5 / Orgelwerke 2 (Fantasie op. 49, Improvisation op. 55, Triptychon op. 64); Interprètes: Ya'akov Rubinstein (Violon), Mark Kosover (Violoncelle), Winfried Böning (Orgue); Label: ambitus 2007
- Karl Höller. Vol. (6+) 7 / Geistliche Vokalwerke auf 2 CD (Missa brevis op. 3, Sechs geistliche Gesänge op. 17, Eine kleine Weihnachtsmusik op. 12b, Missa pro defunctis op. 14); Interprètes: Madrigalchor der Hochschule für Musik und Theater München, Tanja Wawra (chef), Axel Flierl (Orgue), Heidi Elisabeth Meier (Soprano), Isabelle Lambelet (Violon); Label: ambitus 2007

## Source de la traduction
- (en) Cet article est partiellement ou en totalité issu de l’article de Wikipédia en anglais intitulé « Karl Höller » (voir la liste des auteurs).